# Gaultheria oreogena
Gaultheria oreogena är en ljungväxtart som beskrevs av A. C. Smith. Gaultheria oreogena ingår i släktet Gaultheria och familjen ljungväxter. Inga underarter finns listade i Catalogue of Life.